# Juan Fernández de Boán
Juan Fernández de Boán (Pousa de Cacabelos, hoy Pazo San Damián, Amoeiro, Orense, 1549 - Sevilla, 9 de octubre de 1615), fue un magistrado y político español que estuvo provisionalmente a cargo del gobierno del Virreinato del Perú como presidente de la Real Audiencia de Lima (1606 - 1607). 

## Biografía
Proveniente de una familia de Galicia, estudió en el Colegio de Fonseca, en la Universidad de Salamanca, y se graduó de licenciado en Leyes y Cánones. En dicha universidad regentó la cátedra de Cánones. 
Pasó a América al ser nombrado oidor de la Real Audiencia de Lima, el 23 de abril de 1592. Tras la muerte del virrey Gaspar de Zúñiga y Acevedo, conde de Monterrey (10 de febrero de 1606), dicha Audiencia se encargó del gobierno, siendo elegido como su presidente el doctor Diego Núñez de Avendaño, por ser el oidor decano (el más antiguo). Pero éste falleció a la vez el 26 de mayo, y entonces le correspondió a Fernández de Boán asumir la presidencia de la Audiencia gobernadora, así como el cargo anexo de Capitán General del Perú.
Culminado su mandato, Fernández de Boán fue designado para ocupar una plaza en el Consejo de Indias (27 de enero de 1613). Retornó entonces a España y tomó posesión de su nuevo cargo el 17 de diciembre de 1614, desempeñándolo hasta su muerte.
Amasó una inmensa fortuna en Perú, a la que agregó la de su única esposa legítima, Damiana de Landecho y Asolo, distinguida dama criolla con quien se casó en Lima, hacia 1601. Fue el iniciador de la grandeza de su linaje, que arraigó en Galicia.

## Presidente de la Audiencia Gobernadora de Lima (1606-1607)
La Audiencia de Lima estaba entonces integrada, además del licenciado Boán, por Juan Fernández de Recalde, Juan Jiménez de Montalvo, Juan de Villela y Juan Páez de Laguna, a los cuales se juntaron después Hernán Arias de Ugarte y Alberto de Acuña. La audiencia gobernó el virreinato sin tropiezos y en sus comunicaciones al rey Felipe III mostraron el interés y el empeño que ponían en sujetarse a las directivas que habían sido dadas a los virreyes anteriores.
Durante este gobierno provisorio se erigió el Tribunal y Audiencia Real de Cuentas y Particiones del Virreinato, siendo su primer decano el licenciado don Alonso Martínez de Pastrana (1607). Con fecha 31 de octubre de 1611, desde Lima, dirige una carta a Don Pedro Fernández de Castro, Conde de Lemos, Virrey de Napoles y para entonces Presidente del Consejo de Indias de los supuestos hechos ilícitos y atroces que se cometieron tras  la captura del Inca Atahualpa, con el envenenamiento de su corte. En la carta esta el informe donde el Conquistador Alonso Briceño, uno de los "trece de Gallo" narra los hechos atroces cometidos tras la captura del Inca y su corte. Todos fueron envenenados con vino con veneno, por orden de Pizarro.  
El gobierno de la Audiencia culminó con la llegada del virrey Juan de Mendoza y Luna, marqués de Montesclaros, el 21 de diciembre de 1607.